# Kālidāsa
Kālidāsa (in sanscrito कालिदास, lett. "servitore della dea Kālī"; IV secolo – V secolo) è stato un poeta e drammaturgo indiano.

## Biografia

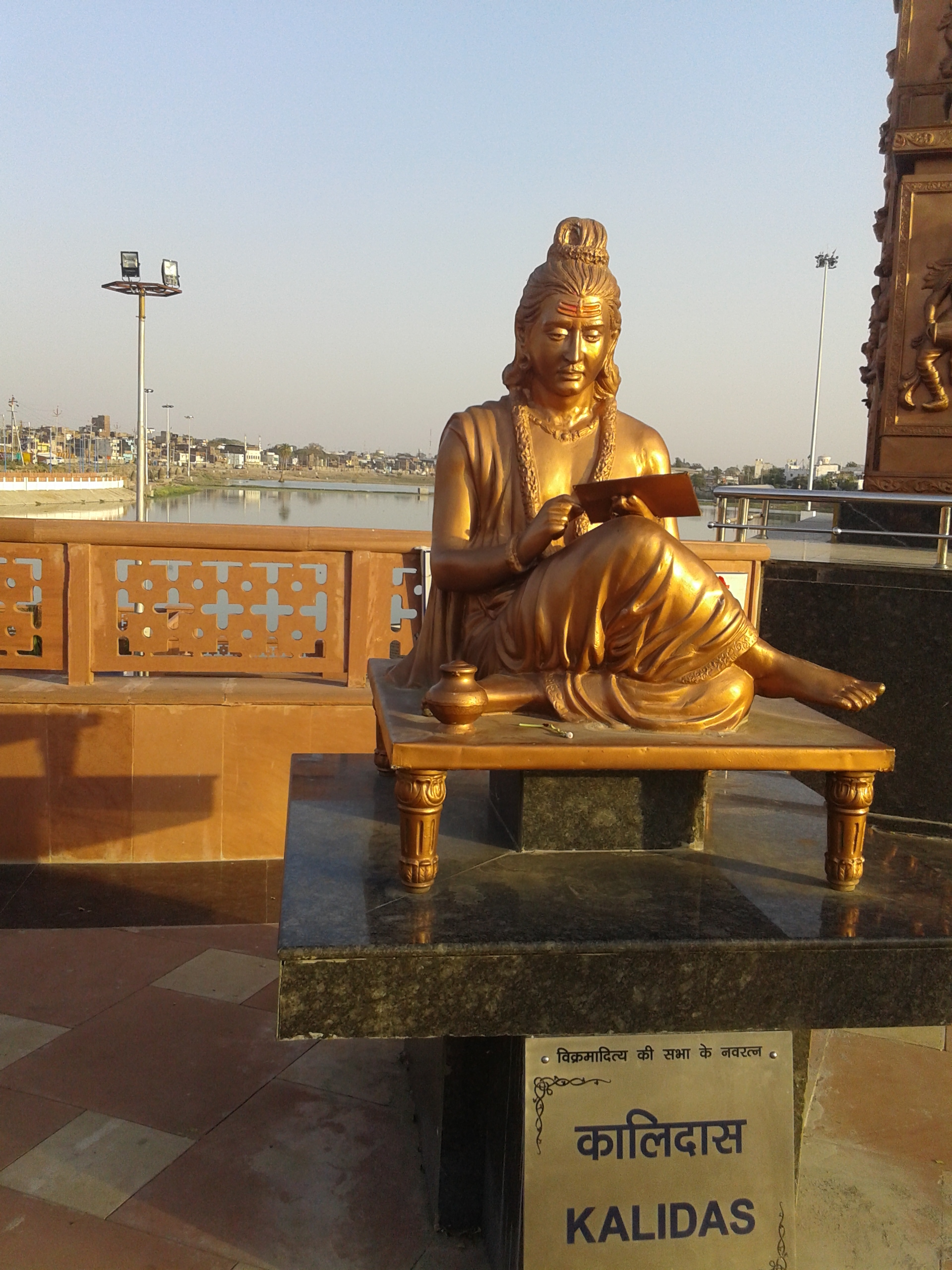
Monumento dedicato a Kālidāsa

È il più grande poeta della letteratura classica indiana, vissuto probabilmente tra il IV  e il V secolo dopo Cristo. 
Poche sono le notizie biografiche di Kālidāsa, invece sono numerose le leggende e gli aneddoti che lo riguardano. Kālidāsa sarebbe nato da un brahmano, ma sarebbe rimasto orfano in tenera età. Avrebbe ricevuto in dono da Kali i talenti dell'intelligenza e del sapere.
Si ritiene che sia vissuto alla corte del sovrano Gupta Chandragupta II.
Kālidāsa è valutato, accanto a Amaruka (o Amaru) e Bhartṛhari, quale maggior vate della poesia sanscrita, e a lui sono attribuite una trentina di opere. 
Goethe fu affascinato dalla Sakùntala di Kālidāsa, che il poeta Arthur Symons nominava il più bel dramma del mondo.
Sakùntala fu una tra le prime opere della letteratura indiana a venir conosciuta in Occidente, nella traduzione inglese (1789) di Sir William Jones. La storia di Sakùntala e del re Dushyanta la si ritrova anche nel Mahābhārata e nei Purāṇa, tuttavia non con la stessa maestria stilistica.
Gli altri due drammi narrano degli amori dei due protagonisti, ostacolati da gelosie, rivalità e allontanamenti.
Il Meghaduta descrive il messaggio d'amore che il protagonista Yaska, esiliato sullo Himalaya, invia tramite una nuvola alla sua amata.
Il Kumārasambhava è un poema epico in diciassette canti che narra l'origine di Kumara, oltreché l'amore tra Uma e Śiva.
Anche il Raghuvamśa è un poema epico e storico, in diciannove canti, incentrato sulla figura di Rāma, dai suoi antenati, alle sue gesta e ai suoi discendenti.

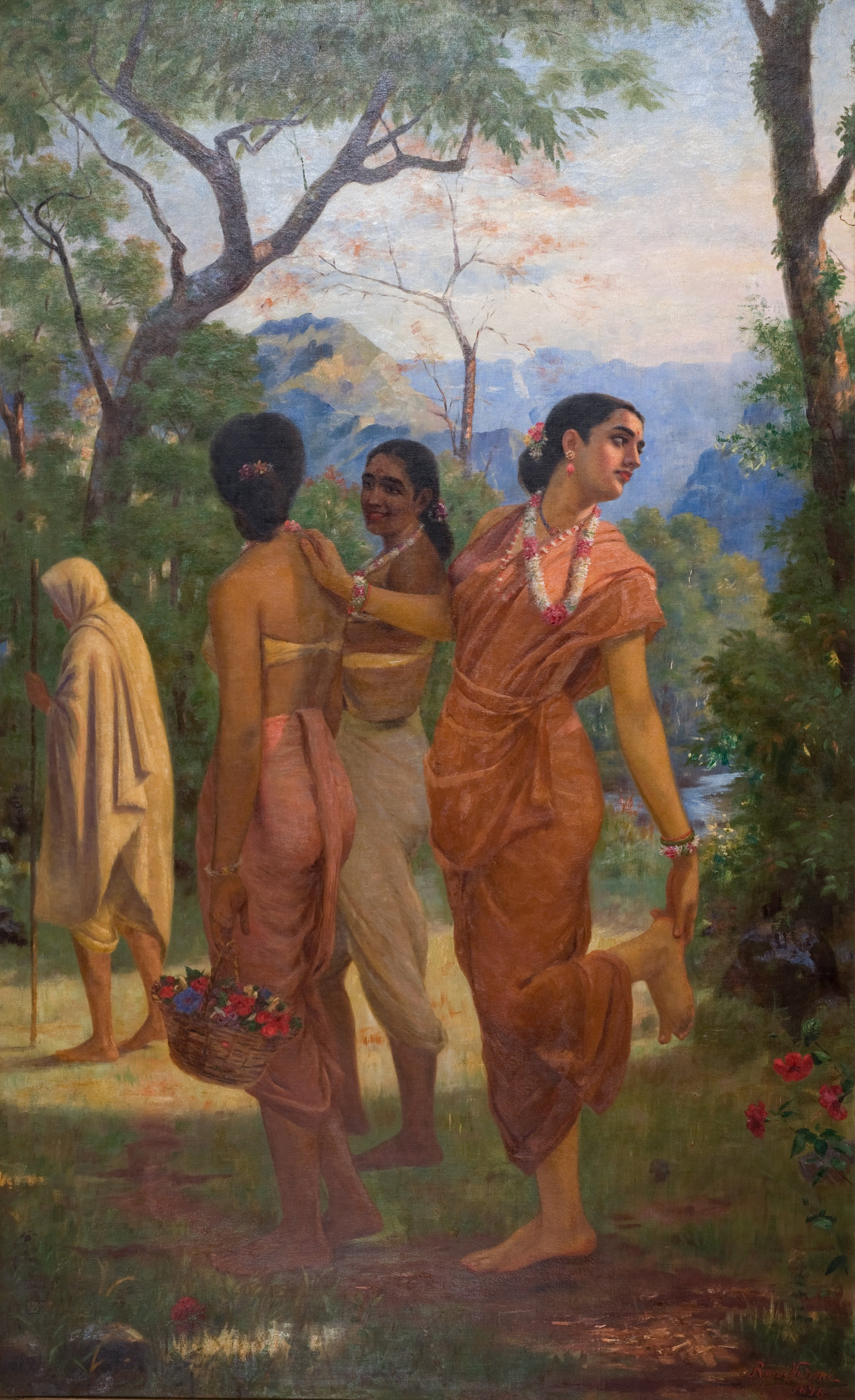
Sakuntala si ferma per guardare Dushyanta, Raja Ravi Varma (1848-1906)

### Teatro
- Mālavikāgnimitram (Mālavikā e Agnimitra)
- Vikramorvaśīya (Urvasī riconquista col valore)
- Abhijñānaśākuntalam (Il dramma di Śakuntalā, ritrovata per mezzo del segno di riconoscimento: edizione italiana recente a cura di Vincenzina Mazzarino. Milano, Adelphi, 1993)

### Poesia
- Kumārasambhava (La nascita di Kumāra)
- Raghuvamśa (La stirpe di Raghu)
- Meghaduta (Il nuvolo messaggero)
- Rtusamhāra (Descrizione compendiosa delle stagioni)